# جوسانفيل (فال دواز)
جوسانفيل 
نطق فرنسي: [ɡusɛ̃vil]  ( أنصت)</img> ) هيا بلدية في مقاطعة فال دواز ، شمالي فرنسا. وتبعد حوالي 20.6 كـم (12.8 ميل) على الشمال الشرقي من العاصمة باريس ، بالقرب من مطار شارل ديغول . وتعتبر جوساينفيل جزء من الوحدة الحضرية (التكتل) في باريس.
وتعد جوساينفيل موقعًا لتحطم الطائرة الأسرع من الصوت توبوليف تي يو 144 خلال معرض باريس الجوي عام 1973 ، الذي انتهى بمقتل جميع الأشخاص الستة الذين كانوا على متنها وثمانية آخرين على الأرض ويبعد بمسافة أقل من 6 كيلومترا من غونيس ، موقع تحطم طائرة الكونكورد الأسرع من الصوت التي كانت تعمل تحت اسم رحلة الخطوط الجوية الفرنسية 4590 في 25 يوليو 2000.
وبعد عام من حادث تحطم طائرة Tupolev Tu-144 المميت افتتح مطار شارل ديغول في عام 1974 ، مما وضع البلدية الصغيرة مباشرة في مسار طائرات المطار المزدحم. كان ضجيج الطائرات المستمر بمثابة اضطراب كبير "وتذكير دائم بحادثة التحطم المميت".

## المواصلات
لدى جوسانفيل محطتين على خط Paris RER D : جوسانفيل وLes Noues .

## تعليم
في مطلع عام 2016 كان هنالك حوالي 1718 طالب يدرسون في 13 مدرسة متوسطة و 2782 طالبا يدرسون في 13 مدرسة ثانوية. وكان هنالك 19 جامعة تضم حوالي 4500 طالب
المدارس الإعدادية:
- كوليج جورج شارباك [9]
- كوليج مونتين [10]

المدارس الثانوية:
- ليسيه رومان رولان [11]

## روابط خارجية
- الموقع الرسمي (بالفرنسية)
- Base Mérimée
- استخدامات الأراضي (IAURIF) (بالإنجليزية)
- رابطة رؤساء بلديات فال دواز (بالفرنسية)